# Денітрифікуючі бактерії
Денітрифікуючі бактерії — бактерії, що відновлюють нітрати до молекулярного азоту (див. Денітрифікація). До денітрифікуючих бактерій відносяться представники родів Pseudomonas, Achromobacter, Bacillus і Micrococcus. Всі вони — аероби і можуть окиснювати органічну речовину за рахунок кисню повітря, але, потрапляючи в анаеробні умови, вони використовують кисень нітратів як акцептор електронів («дихання за рахунок нітратів»). Вирощують денітрифікуючі бактерії на живильних середовищах з нітратами та індикатором, що міняє колір при відновленні нітратів в середовищі. Ці бактерії поширені в ґрунті, воді і опадах водоймищ.